# 天主教蓋坦港宗座代牧區
天主教蓋坦港宗座代牧區（拉丁語：Vicariatus Apostolicus Portus Gaitani）是哥倫比亞一個羅馬天主教宗座代牧區，直屬教廷。
代牧區成立於1999年12月22日，包括梅塔省東部和比查達省西部，教座位於蓋坦港。2010年有教友78,900人（佔轄區總人口64.7%）、六個堂區、廿六名司鐸。現任宗座代牧為路易斯·霍拉齐奥·戈麦兹·冈萨雷斯。